# Matisia glandifera
Matisia glandifera är en malvaväxtart som beskrevs av Jules Émile Planchon och Triana. Matisia glandifera ingår i släktet Matisia och familjen malvaväxter. Inga underarter finns listade i Catalogue of Life.